# Agent contractuel de la fonction publique territoriale
Pour un article plus général, voir Agent contractuel de la fonction publique française.
Les collectivités territoriales françaises peuvent recruter des agents contractuels pour occuper leurs emplois.
Les emplois permanents des collectivités territoriales et établissements publics administratifs territoriaux sont normalement occupés par des fonctionnaires. Le recours à des agents contractuels pour occuper des emplois permanents est une exception qui n’était à l'origine envisageable que lorsque la recherche de fonctionnaire était restée sans résultat. À l’inverse, pour faire face à des besoins non permanents ne justifiant pas la création d'un emploi budgétaire, le recours à des agents contractuels est réglementairement prévu.
Pendant longtemps, l'agent contractuel a été défini de manière négative : il était « non-titulaire » d'un statut, contrairement aux fonctionnaires. En 2015, il devient « contractuel », et son statut s'améliore. Les effectifs de contractuels augmentent et les règles de gestion de leurs contrats sont de plus en plus encadrées. Les agents contractuels de la fonction publique française sont de plus en plus nombreux.

## Définition

### Généralités
Les emplois permanents de l’administration sont normalement occupés par des fonctionnaires mais elle peut recruter, à titre dérogatoire, des agents non titulaires de la fonction publique: auxiliaires, vacataires, stagiaires, emplois de cabinet et contractuels.
Un fonctionnaire est un agent employé et nommé par une personne publique dans un emploi permanent et titularisé à son poste dans un grade de la hiérarchie administrative. Un fonctionnaire est donc un agent public titulaire, ce qui n’est pas le cas d’un agent contractuel. Un agent contractuel est un agent non statutaire de l'administration, dont la situation est régie par un contrat. Ce contrat est en principe un contrat de droit public mais il peut, dans certains cas, relever du droit privé. Les collectivités territoriales et les établissements publics locaux ont la possibilité de recruter des agents sous contrat de droit privé (contrats en apprentissage public, en emploi d'avenir et les contrats d'accompagnement dans l'emploi (CAE)).
Les agents contractuels se distinguent des fonctionnaires : leur recrutement est direct et n'emprunte pas la voie normale du concours, l'engagement des agents contractuels n'entraîne pas leur titularisation, sauf disposition expresse, ils ne sont titulaires d’aucun grade. À l’inverse, les agents contractuels sont à rapprocher des fonctionnaires : en matière de droits et obligations et de rémunération, les agents contractuels peuvent être assimilés à des fonctionnaires.

### Dispositions spécifiques aux agents contractuels de la fonction publique territoriale
Les agents contractuels des collectivités territoriales se voient appliquer la loi du 13 juillet 1983 relative aux droits et obligations des fonctionnaires et la loi du 26 janvier 1984 portant dispositions statutaires relatives à la fonction publique territoriale . Leur situation est réglementée par le décret du 15 février 1988 modifié par le décret du 29 décembre 2015 portant diverses dispositions relatives aux agents contractuels de la fonction publique territoriale. Plus récemment, la loi du 6 août 2019 de transformation de la fonction publique modifie les cas de recours aux contractuels dans la fonction publique territoriale.

## Données chiffrées
Au 31 décembre 2017, 5,53 millions d’agents travaillent au sein de la fonction publique en France métropolitaine et dans les DOM (hors Mayotte). Parmi eux, 1,90 million d’agents sont liés à la fonction publique territoriale, soit 34,4 % de l’emploi public.

### Données générales sur l’emploi public territorial
Dans la fonction publique territoriale, l’emploi progresse en 2017 de 0,9 % après deux années consécutives de baisse. Cette hausse de l’emploi public territorial se situe essentiellement dans les établissements intercommunaux dans un contexte de transferts de compétences des communes vers ces établissements et est en partie liée au recrutement en contractuels de bénéficiaires de contrats aidés présents fin 2016 . L’emploi comme contractuels d’anciens contrats aidés contribue pour 0,7 point à cette hausse. Au sein des collectivités, les effectifs restent presque stables entre 2016 et 2017 : ils baissent de 0,2 % dans les communes, qui représentent plus de la moitié de l’emploi territorial. Ils reculent de 0,4 % dans les départements mais augmentent de 2,3 % dans les régions, en raison, par exemple, du transfert de la compétence «transport» des départements vers les régions.

### Données spécifiques aux agents contractuels dans les Collectivités territoriales

#### Nombre de contractuels dans les Collectivités territoriales
En 2017, plus d’un agent de la fonction publique sur cinq est contractuel. Cette part stable entre 2011 et 2016, a augmenté en 2017 en lien avec le réemploi de nombreux contrats aidés sous statut d’agents contractuels de droit public. Leur part est plus élevée dans la fonction publique territoriale (26 %) que dans la fonction publique hospitalière (23 %) et la fonction publique d’État (20 %). La proportion d’agents contractuels est globalement plus élevée dans la fonction publique territoriale que dans les fonctions publiques d'Etat et hospitalière.
Au 31 décembre 2018, les collectivités locales emploient 1,95 million d’agents. Les effectifs de la fonction publique territoriale diminuent de -0,8 % entre fin 2017 et fin 2018 en raison du recul important du nombre de contrats aidés. En parallèle, le nombre de contractuels continue d’augmenter à un rythme soutenu (+3,9 %) et celui des fonctionnaires se stabilise. Le nombre d’entrées dans la fonction publique territoriale via le statut de contractuel augmente, de 122 400 en 2017 à 131 300 en 2018. Cette augmentation traduit  un plus faible nombre de contractuels devenus fonctionnaires, en lien avec la fin des titularisations Sauvadet.

#### Données relatives aux caractéristiques des contractuels territoriaux
Le recours aux contractuels, en 2017, est fort dans les zones rurales et montagneuses (Alpes, Pyrénées, Massif central, Morvan), dans le sud de la Corse et dans les DOM, ce qui s’explique par la faible taille des communes (35 % des agents des communes de moins de 500 habitants sont des contractuels contre moins de 25 % pour les autres communes). Ces zones n’hébergent pas de sièges départementaux ou régionaux où la part des contractuels est plus faible.
Par ailleurs, au cours de l’année 2017, parmi les contractuels territoriaux, 47 % ont un contrat d’un an ou moins. Près d’un tiers (31 %) des contractuels embauchés pour un contrat d’un an ou moins ont moins de 25 ans contre seulement 9,6 % de ceux avec un contrat supérieur à un an. Les agents âgés de 50 ans et plus représentent une part plus importante des contractuels avec un contrat de plus d’un an (24 %).
La part des contractuels est plus élevée dans les établissements publics administratifs locaux que dans les collectivités territoriales (communes, départements, régions) et cela peut s’expliquer par le fait que les emplois occasionnels ou saisonniers y sont plus nombreux.

#### Une hausse prévisible du nombre de contractuels à l’avenir
Avec la loi du 6 août 2019 de transformation de la fonction publique, « le recours au contrat est significativement élargi ». L’axe principal de cette loi est de « développer les leviers managériaux pour une action publique plus réactive et plus efficace » en élargissant le recours au contrat. Une hausse du nombre de contractuels est prévisible pour les années à venir puisque cette loi facilite l’embauche de contractuels par les administrations, notamment par les collectivités territoriales.

## Cas de recours aux agents contractuels dans la fonction publique territoriale

### Principe général de la fonction publique
Par principe, le recours aux agents contractuels pour occuper des emplois permanents de l’administration est prévu seulement par dérogation :
« Sauf dérogation prévue par une disposition législative, les emplois civils permanents de l'État, des régions, des départements, des communes et de leurs établissements publics à caractère administratif sont, à l'exception de ceux réservés aux magistrats de l'ordre judiciaire et aux fonctionnaires des assemblées parlementaires, occupés soit par des fonctionnaires régis par le présent titre, soit par des fonctionnaires des assemblées parlementaires, des magistrats de l'ordre judiciaire ou des militaires dans les conditions prévues par leur statut »  — Loi Le Pors, Art. 3.
Le recours à des agents non titulaires pour occuper des emplois permanents ne peut être qu'exceptionnel et temporaire. Les emplois permanents de l’administration correspondent à une activité normale et habituelle de l’administration, ils peuvent être pourvus à temps complet ou non complet ou encore de façon saisonnière, pour une durée inférieure ou égale à 6 mois sur une année. Dès lors qu'il s'agit de faire face à des besoins non permanents, ne justifiant donc pas la création d'un emploi budgétaire, le recours à des agents contractuels pour pourvoir un emploi non permanent est également prévu. Les emplois non permanents de l’administration ne correspondent pas à l’activité normale et habituelle de l’administration. Il peut s’agir d’emplois permettant de faire face à un besoin occasionnel, de contrat d’apprentissage, emploi aidé… 
Le recrutement d’agents contractuels est un moyen simple pour les Collectivités territoriales de recruter : cela leur permet de « s'adapter à des besoins ponctuels ou récurrents » dans leurs services et leurs effectifs. Ce recours à des agents contractuels qualifiés permet aussi à l'administration de s’adresser directement et rapidement à un agent avec des compétences spécialisées.

### Exception du recours aux agents contractuels territoriaux

#### Cas de recours d’agents contractuels territoriaux sur un emploi non permanent
Certains cas de recrutement d’agents contractuels sur des emplois non permanents sont communs aux trois fonctions publiques et  d’autres sont spécifiques à la fonction publique territoriale.

##### L'accroissement temporaire ou saisonnier d'activité
Les collectivités territoriales peuvent recruter temporairement des agents contractuels sur des emplois non permanents dans deux hypothèses : 
« Les collectivités et établissements mentionnés à l'article 2 peuvent recruter temporairement des agents contractuels sur des emplois non permanents pour faire face à un besoin lié à : Un accroissement temporaire d'activité, pour une durée maximale de douze mois, compte tenu, le cas échéant, du renouvellement du contrat, pendant une même période de dix-huit mois consécutifs ; Un accroissement saisonnier d'activité, pour une durée maximale de six mois, compte tenu, le cas échéant, du renouvellement du contrat, pendant une même période de douze mois consécutifs ». 
Ces notions se substituent à celle de « besoins occasionnel ou saisonnier ». L’accroissement saisonnier d’activité est défini comme les « travaux appelés à se répéter chaque année, à date à peu près fixes, en fonction du rythme des saisons ou des modes de vie collectifs ». L’accroissement temporaire d’activité est défini comme « une activité inhabituelle par rapport à l’activité normale de l’administration (variations cycliques de l’activité du service, tâches définies et non durables, s’ajoutant temporairement à une activité permanente telles que les travaux d’élection, l’archivage, déménagement) ».
Le droit de la fonction publique s'est inspiré du droit du travail : un CDD de droit privé ne peut être conclu que pour exécuter une tâche précise et temporaire. Il ne doit jamais pourvoir durablement un emploi lié à l'activité normale et permanente de l'entreprise. L’un des principaux cas de recours du CDD de droit privé est l’accroissement temporaire d’activité. Le juge judiciaire estime que des activités temporaires, intervenant régulièrement, à la même fréquence chaque année, sur les mêmes périodes annuelles, sur un même site et suivant un mode d'organisation identique, constituent une modalité habituelle de l'activité normale et permanente d’un établissement, qui ne peut donner lieu à la conclusion de contrats à durée déterminée sur le fondement d’un accroissement temporaire d’activité. Le juge administratif partage la même analyse: « l'existence, ou l'absence, du caractère permanent d'un emploi doit s'apprécier au regard de la nature du besoin auquel répond cet emploi et ne saurait résulter de la seule durée pendant laquelle il est occupé ». Le fait qu’un agent ait été recruté, pendant plusieurs années, par des contrats mensuels dont la durée cumulée n'avait pas excédé six mois par an, de façon discontinue, ne fait donc pas obstacle à la requalification par le juge de l’emploi occupé en emploi permanent et non d’un emploi non-permanent en lien avec un accroissement temporaire d’activité.
Ces cas de recours sont également prévus pour le recrutement d’agents contractuels dans la fonction publique d’État et dans la fonction publique hospitalière.

##### Le contrat de projet
La loi prévoit la possibilité de recruter un agent contractuel sur un emploi non permanent dans un cas précis: le contrat de projet. Le décret du 27 février 2020 relatif au contrat de projet dans la fonction publique prévoit les modalités d’application de cette possibilité et précise les conditions d’emploi des personnes recrutées sur ces contrats, le délai de prévenance lorsque le contrat prend fin avec la réalisation de l’objet pour lequel il a été conclu ainsi que les modalités de mise en œuvre de l’indemnité de rupture anticipée du contrat. Le contrat de projet s'apparent à un CDD et permet de recruter un agent pour un besoin spécifique.
La possibilité de recruter des agents contractuels pour des contrats de projet est également possible dans la fonction publique d’État et dans la fonction publique hospitalière.

##### Les autres cas de recours spécifiques aux Collectivités territoriales
Une collectivité territoriale peut recourir à des agents contractuels pour pourvoir des emplois non permanents dans deux cas spécifiques à la fonction publique territoriale :  
- pour recruter les collaborateurs formant son cabinet qui sont recrutés sur un emploi non permanent ne nécessitant pas de déclaration de vacance préalable[28]. Le collaborateur de cabinet est défini comme une personne exerçant auprès de l’élu concerné « des fonctions impliquant une participation directe ou indirecte à son activité politique, exigeant un rapport de confiance particulièrement étroit et que de telles fonctions ne peuvent pas concerner des emplois d'exécution »[29] ;
- pour recruter les collaborateurs de groupe d’élus [30]. Ces collaborateurs n’ont pas vocation à accompagner un élu local dans l’exercice de ses fonctions, mais bien à faciliter le fonctionnement de l’assemblée délibérante en œuvrant auprès de chaque groupe d’élus, selon des modalités arrêtées par les responsables respectifs de ces groupes[31].

#### Cas de recours d’agents contractuels territoriaux sur un emploi permanent

##### Vacance temporaire d'emploi
Les collectivités territoriales peuvent recruter des agents contractuels pour assurer le remplacement temporaire de fonctionnaires ou d’agents contractuels à temps partiel, en congé annuel, en  congé de maladie, en congé de maternité ou pour adoption, en congé parental ou en congé de présence parentale…
« Par dérogation au principe énoncé à l'article 3 de la loi no 83-634 du 13 juillet 1983 précitée et pour les besoins de continuité du service, les emplois permanents des collectivités et établissements mentionnés à l'article 2 de la présente loi peuvent être occupés par des agents contractuels pour faire face à une vacance temporaire d'emploi dans l'attente du recrutement d'un fonctionnaire ». 
Ce recrutement vise à combler une vacance temporaire d’emploi dans l’attente que la procédure de recrutement d’un fonctionnaire dans des conditions normales ait abouti. Ce recrutement n’est possible que si aucun fonctionnaire n’a pu être nommé sur l’emploi. Les collectivités doivent apporter la preuve qu’elles ont bien examiné toutes les candidatures de fonctionnaires susceptibles d’occuper le poste et qu’aucun d’eux n’a pu être retenu. Le juge ne reconnaît que rarement qu’il n’existe pas de cadre d’emplois de fonctionnaires correspondant aux fonctions exercées par l’agent non titulaire. Le contrat est conclu pour une durée déterminée qui ne peut excéder 1 an et sa durée peut être prolongée dans la limite d’une durée totale de deux ans.
Ce cas de recrutement est également prévu pour la fonction publique d’État et pour la fonction publique hospitalière.

##### Autres cas de recours d'agents contractuels sur un emploi permanent
Le législateur a étendu divers cas de recours auparavant réservés à la fonction publique d’État afin de permettre aux collectivités territoriales de recruter des agents contractuels pour pourvoir des emplois permanents normalement réservés aux fonctionnaires. 
« Les emplois permanents peuvent être occupés de manière permanente par des agents contractuels dans les cas suivants : « Lorsqu’il n’existe pas de corps de fonctionnaires susceptibles d’assurer les fonctions correspondantes » ; « lorsque les besoins des services ou la nature des fonctions le justifient et sous réserve qu'aucun fonctionnaire n'ait pu être recruté dans les conditions prévues par la présente loi ». 
L’article précise que le recrutement d’agents contractuels est également possible : 
« Pour les communes de moins de 1 000 habitants et les groupements de communes regroupant moins de 15 000 habitants, pour tous les emplois » ; « Pour les communes nouvelles issues de la fusion de communes de moins de 1 000 habitants, pendant une période de trois années suivant leur création, prolongée, le cas échéant, jusqu'au premier renouvellement de leur conseil municipal suivant cette même création, pour tous les emplois » 
« Pour les autres collectivités territoriales ou établissements mentionnés à l'article 2, pour tous les emplois à temps non complet lorsque la quotité de temps de travail est inférieure à 50 % » 

« Pour les emplois des communes de moins de 2 000 habitants et des groupements de communes de moins de 10 000 habitants dont la création ou la suppression dépend de la décision d'une autorité qui s'impose à la collectivité ou à l'établissement en matière de création, de changement de périmètre ou de suppression d'un service public. Les agents ainsi recrutés sont engagés par contrat à durée déterminée d'une durée maximale de trois ans. Ces contrats sont renouvelables par reconduction expresse, dans la limite d'une durée maximale de six ans. Si, à l'issue de cette durée, ces contrats sont reconduits, ils ne peuvent l'être que par décision expresse et pour une durée indéterminée ».

#### Élargissement des cas de recours d’agents contractuels territoriaux
Les possibilités de recruter des agents contractuels ont été élargies dans la fonction publique territoriales. Par exemple, en cas de vacance d’un emploi, les centres de gestion peuvent mettre à disposition des collectivités territoriales et de leurs établissements des contractuels pour les affecter à des missions permanentes alors que jusqu’ici seuls les fonctionnaires pouvaient être mis à disposition.
Les dispositions antérieures obligeaient les collectivités territoriales employant un agent contractuel à le recruter dès qu’il était admis à un concours de la fonction publique territoriale correspondant à ses fonctions et cette obligation devient désormais une simple faculté pour l’autorité territoriale.
La possibilité de recruter des contractuels s’ouvre désormais aux emplois de direction dans les trois fonctions publiques. C’est le cas pour le directeur général des services (DGS) des communes de plus de 40 000 habitants.
Désormais le recrutement d’agents contractuels sur un emploi permanent est étendu à toutes les catégories (A,B,C) quand les besoins du service ou la nature des fonctions le justifient.
Un contrat de projet s’appliquant dans les trois versants de la fonction publique est créé et permet l’embauche d’un agent sur des missions ponctuelles spécifiques pour une durée d’un an minimum et dans la limite de six ans.

## Caractéristiques des agents contractuels territoriaux

### Caractéristiques communes aux agents contractuels des trois fonctions publiques
Les agents contractuels territoriaux, tout comme les agents contractuels des deux autres fonctions publiques, se distinguent des fonctionnaires. Les agents contractuels se distinguent des fonctionnaires: ils ne sont pas recrutés par concours, ils ne sont titulaires d’aucun grade et ils n’ont pas les mêmes garanties en termes de carrière et d’avancement. Les contractuels sont assimilés à des fonctionnaires en matière de droits et obligations, de rémunération et de mobilité.

#### Modalités d’accès
Les conditions de recrutement d’agents contractuels territoriaux sont globalement identiques à celles des fonctionnaires. Les conditions de recrutement des agents contractuels territoriaux sont globalement similaires à celles de la fonction publique d’État de la fonction publique hospitalière : aucune condition de nationalité n’est exigée, les agents doivent remplir les conditions d'aptitude physique nécessaires à l’exercice des fonctions, disposer de leurs droits civiques, ne pas avoir subi de condamnations figurant au bulletin no 2 du casier judiciaire incompatibles avec l’exercice des fonctions et être en situation régulière au regard des obligations du service national.

#### Procédure de recrutement

##### Procédure de recrutement sur des emplois permanents
Pour la fonction publique territoriale, la procédure de recrutement se distingue de celle pour la fonction publique d’État et de celle de la  fonction publique hospitalière. La procédure de recrutement prévue par le décret relatif à la procédure de recrutement pour pourvoir les emplois permanents de la fonction publique ouverts aux agents contractuels s’applique aux recrutements relevant de l’article 3-1 à 3-3 de la loi n°1984-53 du 26 janvier 1984.
Ce décret ne s’applique aux procédures de recrutement dont l’avis de création ou de vacance est publié à compter du 1er janvier 2020. S’il n’existe pas déjà, l’emploi sur lequel sera recruté un agent contractuel doit au préalable avoir été créé par délibération de l’organe délibérant afin d’inscrire sur le compte administratif les crédits nécessaires au paiement de la rémunération qu’il soit permanent ou non permanent. S’il s’agit d’un remplacement d’un fonctionnaire ou d’un agent contractuel momentanément indisponible, la délibération n’est plus obligatoire car l’emploi existe déjà.
La procédure de recrutement est organisée en plusieurs étapes :
- 1ère étape : publication de l’avis de création ou de vacance d’emploi sur le site de l’emploi territorial dans un délai minimum de 2 mois avant la prise de poste (sauf pour les recrutements de remplacement sur la base de l’article 3-1 de la loi no 84-53 du 26 janvier 1984 où la publication peut être publiée sur d'autres supports comme par exemple le site de la collectivité ou du centre de gestion). L’offre d’emploi doit préciser les missions du poste, les qualifications requises pour l’exercice des fonctions, les compétences attendues et les conditions d’exercice, le ou les fondements juridiques qui permettent d’ouvrir cet emploi permanent au recrutement d’un agent contractuel, la liste des pièces requises pour déposer sa candidature, la date limite de dépôt des candidatures, etc. Le délai pour le dépôt des candidatures est fixé à 1 mois minimum (sauf urgence). Il est possible de compléter cette publicité sur d’autres supports.

- 2ème étape : phase de réception et de recevabilité des candidatures. L’autorité territoriale ou son représentant accuse réception par tout moyen de chaque candidature et vérifie leur recevabilité au regard de l’offre d’emploi.
- 3ème étape : phase d’examen des candidatures. L’appréciation portée par l’autorité territoriale sur chaque candidature reçue s’effectue au regard des compétences, des aptitudes, des qualifications et de l’expérience professionnelle, de la capacité du candidat à exercer les missions, etc. L’autorité territoriale ou son représentant peut librement écarter toute candidature qui ne correspond pas au profil recherché pour l’emploi avant même de convoquer le candidat à un entretien.
- 4éme étape : établissement de la liste des candidats convoqués à un ou plusieurs entretiens. L’entretien de recrutement se déroule sous la conduite d’une ou plusieurs personnes relevant de l’autorité territoriale ou son représentant. Dans les collectivités de plus de 40000 habitants, l’autorité territoriale doit, au cours de l’entretien de recrutement, être représentée par au moins deux personnes. L’autorité territoriale peut prévoir des modalités complémentaires à la procédure de recrutement comme par exemple des tests ou des mises en situation afin d’éclairer l’appréciation portée sur chaque candidature. Lorsque le recrutement est organisé pour l’accès à un emploi permanent relevant de l’article 3-1 de la loi du 26 janvier 1984 (remplacement agent absent) pour un contrat d’une durée inférieure ou égale à 6 mois, la collectivité n’est pas tenue de convoquer les candidats présélectionnés à un entretien[40]. À l’issue de la phase d’entretien, un procès-verbal récapitulant les appréciations portées sur chaque candidat est rédigé au regard de leurs compétences, expériences professionnelles, capacité à exercer les missions dévolues à l’emploi … Ce document est transmis à l’autorité territoriale qui décide de la suite à donner à la procédure de recrutement. La collectivité a l’obligation d’informer, par tous moyens, les candidats non retenus de la décision de rejet de leur candidature[41]. L’autorité territoriale formalise le recrutement par un acte d’engagement entre la collectivité et le futur agent contractuel. « Les délibérations ainsi que les actes d'engagement, doivent être pris et transmis au contrôle de légalité avant la date d'entrée en vigueur de ces derniers, sauf ceux pris sur la base de l'article 3-1 et 3-2 de la loi 84-53 du 26 janvier 1984 qui ne sont pas transmissibles au contrôle de légalité »[42].

##### Procédure de recrutement sur des emplois non permanents
Les collectivités ou les établissements publics peuvent recruter des agents contractuels sur des emplois non permanents afin de faire face à un accroissement temporaire d’activité ou encore à un accroissement saisonnier d’activité. La procédure de recrutement diffère peu de la procédure pour le recrutement d’un agent contractuel sur un emploi permanent. La différence se fait essentiellement sur la délibération initiale et sur l’acte d’engagement : la délibération permettant au maire d’avoir recours à des agents contractuels pour un accroissement temporaire ou saisonnier de l’activité de la collectivité, ne peut se substituer à une délibération créant l’emploi sous peine de nullité. Sur un emploi non permanent, la délibération créant l’emploi autorise le recrutement d’un agent contractuel alors que pour un emploi permanent, la délibération précise l’ouverture du poste aux agents contractuels. À la place de la déclaration de création ou de vacance d'emploi (DVE), une déclaration préalable à l’embauche (DPAE) doit être faite par l’employeur au plus tôt huit jours avant l’embauche. Dans le cadre d’un emploi non permanent, l’acte d’engagement n’est pas transmis à la préfecture afin d’y effectuer un contrôle de légalité.

#### Période d’essai
La période d'essai applicable aux agents contractuels territoriaux est semblable à celle applicable aux agents contractuels de la fonction publique d'Etat et de la fonction publique hospitalière.
Les collectivités territoriales peuvent prévoir pour les contrats de leurs futurs agents contractuels une période d’essai.Cette période d’essai doit être inscrite dans le contrat et « ne peut être prévue lorsqu'un nouveau contrat est conclu ou renouvelé par une même autorité territoriale avec un même agent pour exercer les mêmes fonctions que celles prévues par le précédent contrat, ou pour occuper le même emploi que celui précédemment occupé ».

Cet article fixe les différents délais de cette période en lien avec les différents types de contrat et leur durée. En effet :
« La durée initiale de la période d'essai peut être modulée à raison d'un jour ouvré par semaine de durée de contrat, dans la limite : 
- de trois semaines lorsque la durée initialement prévue au contrat est inférieure à six mois ;
- d'un mois lorsque la durée initialement prévue au contrat est inférieure à un an ;
- de deux mois lorsque la durée initialement prévue au contrat est inférieure à deux ans ;
- de trois mois lorsque la durée initialement prévue au contrat est égale ou supérieure à deux ans ;
- de trois mois lorsque le contrat est conclu à durée indéterminée. »

Cette période d’essai est renouvelable une fois au plus égale à sa durée initiale.
Le licenciement pendant la période d’essai est lui aussi réglementé: si un licenciement est possible durant la période d’essai celui-ci doit expressément être motivé et n'est possible qu'au terme d'un entretien préalable. Aucun préavis n’est obligatoire si le licenciement intervient pendant la période d’essai.

#### Renouvellement du contrat
Dans la fonction publique territoriale, certains cas de renouvellement du CDD sont similaires à la fonction publique d’Etat et à la fonction publique hospitalière. Au-delà de 6 ans de CDD le renouvellement du contrat ne peut être fait qu’en CDI si l'agent a été recruté pour l'un de ces motifs suivants : 
«Lorsqu'il n'existe pas de cadre d'emplois de fonctionnaires susceptibles d'assurer les fonctions recherchées ; lorsque la nature des fonctions ou les besoins du service le justifient et si aucun fonctionnaire n'a pu être recruté ; si l’agent a été recruté pour assurer des fonctions pour lesquelles il n'existe pas de cadre d'emplois de fonctionnaires correspondant ».
D'autres cas de renouvellement de CDD en CDI sont spécifiques à la fonction publique territoriale. Au-delà de 6 ans, le CDD d'un agent recruté sur l'un des emplois suivants ne peut être renouvelé qu'en CDI : secrétaire de mairie d'une commune de moins de 1 000 habitants ; secrétaire d'un groupement de communes dont la population moyenne est inférieure à 1 000 habitants ; emploi à temps non complet inférieur à un mi-temps d'une commune de moins de 1 000 habitants ; emploi à temps non complet inférieur à un mi-temps d'un groupement de communes dont la population moyenne est inférieure à 1 000 habitants ; emploi d'une commune de moins de 2 000 habitants dont la création ou la suppression s'impose à la collectivité ; emploi d'un groupement de communes de moins de 10 000 habitants dont la création ou la suppression s'impose à l'établissement.
Les agents contractuels territoriaux ont  bénéficié du dispositif dit « Sauvadet » qui  avait pour objectif de faciliter l’accès à l’emploi permanent dans la fonction publique des agents contractuels. Cette procédure était facultative dans la fonction publique territoriale et il dispositif était temporaire, il n’est  plus d’actualité depuis le 13 mars 2018 dans la fonction publique territoriale.

#### Fin du contrat
En matière de fin de contrat, la procédure applicable aux agents contractuels de la fonction territoriale est similaire à celle applicable aux agents contractuels de la fonction publique d’État et de la  fonction publique hospitalière.
La fin du contrat d’un agent contractuel territoriale peut intervenir pour diverses raisons: 
- le contrat est en principe à durée déterminée, il meurt à l'issue du terme pour lequel il avait été conclu, sauf renouvellement ;
- le contrat peut prendre fin si l'agent contractuel devient titulaire de la fonction publique ;
- la collectivité peut licencier le contractuel pour insuffisance professionnelle, elle ne peut alors constater l’insuffisance professionnelle qu’au regard des fonctions pour lesquelles il a été engagé. Le licenciement d'un agent contractuel recruté sur un emploi permanent peut également être justifié par l'un des motifs suivants: la disparition du besoin ou la suppression de l'emploi qui a justifié le recrutement de l'agent ; la transformation du besoin ou de l'emploi qui a justifié le recrutement, lorsque l'adaptation de l'agent au nouveau besoin n'est pas possible ; le recrutement d'un fonctionnaire (recrutement prioritaire) ; le refus par l'agent d'une modification d'un élément substantiel du contrat[48] ; le contractuel peut également être licencié du fait d’une impossibilité de réemploi suite à congés ou encore via un licenciement disciplinaire. En matière de licenciement, les contractuels de droit public disposent de garanties qui sont similaires à celles dont bénéficient les salariés de droit privé. Le licenciement ne peut intervenir qu'à l'issue d'un entretien préalable[49] qui représente une phase essentielle de la procédure légale de licenciement comme en droit privé[50].
- l'autorité territoriale peut interrompre un contrat en cours pour recruter un fonctionnaire.